# Resolució 239 del Consell de Seguretat de les Nacions Unides
La Resolució 239 del Consell de Seguretat de les Nacions Unides, aprovada per unanimitat el 10 de juliol de 1967, després de reafirmar la seva preocupació pel tema i les condemnes passades, el Consell va tornar a condemnar qualsevol estat que persistís en permetre o tolerar la contractació de mercenaris o la dotació d'instal·lacions, amb l'objectiu d'enderrocar els governs dels estats membres. El Consell demana als governs que garanteixin que el seu territori i nacionals no s'utilitzin per a la planificació de la subversió, el reclutament, la formació o el trànsit de mercenaris destinats a enderrocar el govern de la República Democràtica del Congo.